# وانگ چونلو
وانگ چونلو (انگلیسی: Wang Chunlu؛ زادهٔ ۲۷ سپتامبر ۱۹۷۸) اسکیت‌باز سرعت، و سیاستمدار اهل چین است.